# Eumelasina
Eumelasina is een geslacht van vlinders uit de familie zakjesdragers (Psychidae). De wetenschappelijke naam van het geslacht is voor het eerst geldig gepubliceerd in 1956 door Igor Vasilii Kozhanchikov.
De typesoort van het geslacht is Eumelasina ardua Kozhanchikov, 1956

## Soorten
- Eumelasina ardua Kozhanchikov, 1956
- Eumelasina arguta Kozhanchikov, 1956
- Eumelasina pliginskii Kozhanchikov, 1956